# 中国人民解放军空军济南基地
中国人民解放军空军济南基地，位于山东省济南市，隶属中国人民解放军北部战区空军。

## 沿革
2017年4月18日，中共中央总书记、国家主席、中央军委主席习近平在北京八一大楼接见新调整组建的84个军级单位主官，并对各单位发布训令；中共中央政治局委员、中央军委副主席许其亮宣读习近平主席签发的中央军委关于调整组建军兵种部队和省军区系统军级单位的命令、决定。在这次军级单位调整组建中，新组建中国人民解放军空军济南基地，副军级，隶属中国人民解放军北部战区空军。空军济南基地由原中国人民解放军济南军区空军机关改建而成。

## 历任领导
| 司令员 - [[]] 空军少将（2017年4月—） | 政治委员 - 李家勤 空军少将（2017年4月—） |